# ويست نيو يورك (نيوجيرسي)
ويست نيو يورك (بالإنجليزية: West New York town, New Jersey) هي بلدة تقع بولاية نيوجيرسي في الولايات المتحدة. تبلغ مساحتها 3.44 كم2، وترتفع عن سطح البحر 46.0248 م، بلغ عدد سكانها 49,708 نسمة في عام 2010 حسب إحصاء مكتب تعداد الولايات المتحدة وتصل الكثافة السكانية فيها 14,450 نسمة لكل كيلومتر مربع (37,425.3/ميل2).

## التركيبة السكانية
حدّد مكتب تعداد الولايات المتحدة بيانات التركيبة السكانية لويست نيو يورك في تعداد الولايات المتحدة. في ما يلي، التركيبة السكانية حسب تعدادي 2000 و2010.

### تعداد عام 2000
بلغ عدد سكان ويست نيو يورك 45,768 نسمة بحسب تعداد عام 2000، وبلغ عدد الأسر 16,719 أسرة وعدد العائلات 11,042 عائلة مقيمة في البلدة. في حين سجلت الكثافة السكانية 13,304.7 نسمة لكل كيلومتر مربع (34,459.0/ميل2). وبلغ عدد الوحدات السكنية 17,360 وحدة بمتوسط كثافة قدره 5,046.5 لكل كيلومتر مربع (13,070.4/ميل2).
وتوزع التركيب العرقي للبلدة بنسبة 60.09% من البيض و3.55% من الأمريكيين الأفارقة و0.67% من الأمريكيين الأصليين و2.93% من الأمريكيين ذوي الأصول الآسيوية و0.03% من سكان جزر المحيط الهادئ و25.16% من الأعراق الأخرى و7.57% من عرقين مختلطين أو أكثر و78.74% من الهسبانيون أو اللاتينيون من أي عرق.
بلغ عدد الأسر 16,719 أسرة كانت نسبة 35.1% منها لديها أطفال تحت سن الثامنة عشر تعيش معهم، وبلغت نسبة الأزواج القاطنين مع بعضهم البعض 41.9% من أصل المجموع الكلي للأسر، ونسبة 16.9% من الأسر كان لديها معيلات من الإناث دون وجود شريك، بينما كانت نسبة 7.3% من الأسر لديها معيلون من الذكور دون وجود شريكة وكانت نسبة 34% من غير العائلات. تألفت نسبة 27.5% من أصل جميع الأسر من عدة أفراد يعيشون في نفس المنزل ونسبة 11.3% كانت تتألف من شخص يعيش بمفرده يبلغ من العمر 65 عاماً أو أكثر. وبلغ متوسط حجم الأسرة المعيشية 2.74، أما متوسط حجم العائلات فبلغ 3.30.
بلغ العمر الوسطي للسكان 34.0 عاماً. وكانت نسبة 22.3% من القاطنين تحت سن الثامنة عشر، وكانت نسبة 10.9% بين الثامنة عشر والرابعة والعشرين عاماً، ونسبة 34.1% كانت واقعةً في الفئة العمرية ما بين الخامسة والعشرين والرابعة والأربعين عاماً، ونسبة 19.9% كانت ما بين الخامسة والأربعين والرابعة والستين، ونسبة 12.7% كانت ضمن فئة الخامسة والستين عاماً فما فوق. يوجد لكل 100 أنثى 96.4 ذكر، ويوجد لكل 100 أنثى في الثامنة عشر من عمرها فما فوق 94.4 ذكر.
بلغ متوسط دخل الأسرة في البلدة 31,980 دولارًا، أما متوسط دخل العائلة فبلغ 34,083 دولارًا. وكان متوسط دخل الذكور 26,703 دولارًا مقابل 22,326 دولارًا للإناث. وسجل دخل الفرد الخاص بالبلدة 16,719 دولارًا. وكانت نسبة 16.1% من العائلات ونسبة 18.9% من السكان تحت خط الفقر، وكان من هؤلاء نسبة 25.8% تحت سن الثامنة عشر ونسبة 22.3% في الخامسة والستين من العمر وما فوق.

### تعداد عام 2010
بلغ عدد سكان ويست نيو يورك 49,708 نسمة بحسب تعداد عام 2010، وبلغ عدد الأسر 18,852 أسرة وعدد العائلات 11,784 عائلة مقيمة في البلدة. في حين سجلت الكثافة السكانية 14,450 نسمة لكل كيلومتر مربع (37,425.3/ميل2). وبلغ عدد الوحدات السكنية 20,018 وحدة بمتوسط كثافة قدره 5,819.2 لكل كيلومتر مربع (15,071.7/ميل2).
وتوزع التركيب العرقي للبلدة بنسبة 62.04% من البيض و4.60% من الأمريكيين الأفارقة و1.50% من الأمريكيين الأصليين و6.01% من الأمريكيين ذوي الأصول الآسيوية و0.05% من سكان جزر المحيط الهادئ و20.19% من الأعراق الأخرى و5.61% من عرقين مختلطين أو أكثر و78.08% من الهسبانيون أو اللاتينيون من أي عرق.
بلغ عدد الأسر 18,852 أسرة كانت نسبة 32.5% منها لديها أطفال تحت سن الثامنة عشر تعيش معهم، وبلغت نسبة الأزواج القاطنين مع بعضهم البعض 37.6% من أصل المجموع الكلي للأسر، ونسبة 16.8% من الأسر كان لديها معيلات من الإناث دون وجود شريك، بينما كانت نسبة 8.2% من الأسر لديها معيلون من الذكور دون وجود شريكة وكانت نسبة 37.5% من غير العائلات. تألفت نسبة 29.5% من أصل جميع الأسر من عدة أفراد يعيشون في نفس المنزل ونسبة 10.5% كانت تتألف من شخص يعيش بمفرده يبلغ من العمر 65 عاماً أو أكثر. وبلغ متوسط حجم الأسرة المعيشية 2.64، أما متوسط حجم العائلات فبلغ 3.23.
بلغ العمر الوسطي للسكان 34.8 عاماً. وكانت نسبة 21% من القاطنين تحت سن الثامنة عشر، وكانت نسبة 9.7% بين الثامنة عشر والرابعة والعشرين عاماً، ونسبة 35.4% كانت واقعةً في الفئة العمرية ما بين الخامسة والعشرين والرابعة والأربعين عاماً، ونسبة 21.9% كانت ما بين الخامسة والأربعين والرابعة والستين، ونسبة 11.9% كانت ضمن فئة الخامسة والستين عاماً فما فوق. وتوزع التركيب الجنسي للسكان بنسبة 49.6% ذكور و50.4% إناث.

## وصلات خارجية
- الموقع الرسمي